# Jean-Philippe Haon
Jean-Philippe Haon, né le 17 avril 1981 à Nîmes, est un handballeur français évoluant au poste d'ailier gauche. Durant l'intégralité de sa carrière, il joue avec l'USAM Nîmes Gard.

## Biographie
Originaire de Nîmes, Haon fait ses débuts professionnels en 1999 avec l'USAM Nîmes Gard qui est son club formateur. Il est nommé capitaine de l'équipe à partir de 2009 et est élu joueur du mois du championnat de France en avril 2011. Bien qu'évoluant majoritairement au poste d'ailier gauche, il se distingue par sa polyvalence et son adaptation à de nombreux postes. Après 26 saisons en étant licencié au club, il prend sa retraite sportive en 2017 et devient ensuite ostéopathe.

## Palmarès

### En club
Compétitions nationales
- Vainqueur du championnat de France de deuxième division (2) : 2001, 2013